# Gare de Billy-Montigny
Pour les articles homonymes, voir Gare de Montigny.
Ne doit pas être confondu avec Gare de Billy - Marcenat.
La gare de Billy-Montigny est une gare ferroviaire française de la ligne de Lens à Ostricourt, située sur le territoire de la commune de Billy-Montigny, dans le département du Pas-de-Calais, en région Hauts-de-France.
Elle est mise en service en 1864 par la Compagnie des chemins de fer du Nord. C’est une gare de la Société nationale des chemins de fer français (SNCF), desservie par des trains TER Hauts-de-France.

## Situation ferroviaire
Établie à 31 mètres d’altitude, la gare de Billy-Montigny est située au point kilométrique (PK) 214,994 de la ligne de Lens à Ostricourt entre les gares de Coron-de-Méricourt et d’Hénin-Beaumont.

## Histoire
La station de Billy-Montigny est mise en service et ouverte au service voyageurs le 1er janvier 1864 par la Compagnie des chemins de fer du Nord, le service marchandises ouvre le 8 juin de la même année.
Au cours du XXe siècle[Quand ?], le plan des voies de Billy-Montigny est fortement modifié : les voies principales sont déviées pour permettre d’un grand faisceau marchandises. Conséquence : les deux quais latéraux à l’aplomb du bâtiment voyageurs disparaissent au profit d’un quai en îlot, disposé entre les voies principales à une certaine distance du bâtiment.
À cause du déclin de l’industrie et du trafic des trains de marchandises, le grand faisceau de Billy-Montigny est désormais abandonné et démantelé.

## Service des voyageurs

### Accueil
Gare SNCF, elle dispose d'un bâtiment voyageurs, avec guichet, ouvert du lundi au vendredi et fermé les samedis, dimanches et jours fériés. Elle est équipée d'automates pour l'achat de titres de transport.
Un souterrain permet la traversée des voies et l'accès à l'unique quai central.

### Desserte
Billy-Montigny est desservie par des trains TER Hauts-de-France, qui effectuent des missions entre les gares de Lille-Flandres et de Lens (C41), mais également entre Douai et Lens (P42).

### Intermodalité
Un parc pour les vélos et un parking sont aménagés à ses abords.

## Patrimoine ferroviaire
Le bâtiment voyageurs (B.V.) d’origine, construit par la Compagnie des chemins de fer du Nord, a survécu à la Première Guerre mondiale. Ce B.V. standard Nord correspond au plan type standard pour les gares de petite et moyenne importance. Il comporte un corps central de trois travées ainsi que deux ailes basses, d’une seule travée.
Ce bâtiment a été modifié à deux reprises au cours du XXe siècle[Quand ?] :
- avant 1956, la façade, et ses détails en relief, sont recouverts d’enduit[3] ;
- à une date inconnue, après 1956, l’aile droite est surhaussée pour agrandir le corps central et une nouvelle aile basse est construite à droite. Les parties surhaussées ou agrandies reproduisent fidèlement le reste du bâtiment.